# Steenbecque

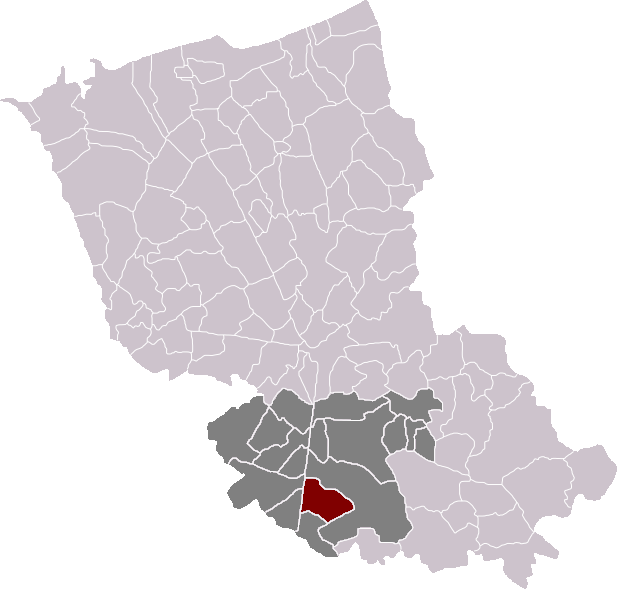
Localització de Steenbecque

Steenbecque  (en neerlandès Steenbeke) és un municipi francès, situat a la regió dels Alts de França, al departament del Nord, que forma part de la Westhoek. L'any 2006 tenia 1.692 habitants. Limita a l'oest amb Blaringhem, a l'est amb Morbecque, al sud-oest amb Boëseghem i al sud amb Thiennes.

## Demografia
| Evolució de la població |       |       |       |       |       |       |       |       |
| 1793                    | 1800  | 1806  | 1821  | 1831  | 1836  | 1841  | 1846  | 1851  |
| 2 204                   | 2 260 | 2 306 | 2 058 | 2 144 | 2 090 | 2 039 | 1 961 | 1 941 |

| 1856  | 1861  | 1866  | 1872  | 1876  | 1881  | 1886  | 1891  | 1896  |
| ----- | ----- | ----- | ----- | ----- | ----- | ----- | ----- | ----- |
| 1 856 | 1 894 | 1 896 | 1 971 | 1 967 | 1 944 | 1 902 | 1 868 | 1 830 |

| 1901  | 1906  | 1911  | 1921  | 1926  | 1931  | 1936  | 1946  | 1954  |
| ----- | ----- | ----- | ----- | ----- | ----- | ----- | ----- | ----- |
| 1 816 | 1 747 | 1 764 | 1 633 | 1 600 | 1 588 | 1 519 | 1 465 | 1 455 |

| 1962  | 1968  | 1975  | 1982  | 1990  | 1999  | 2006 | 2011 | 2016 |
| ----- | ----- | ----- | ----- | ----- | ----- | ---- | ---- | ---- |
| 1 447 | 1 497 | 1 469 | 1 485 | 1 553 | 1 612 | -    | -    | -    |

| 2019 | - | - | - | - | - | - | - | - |
| ---- | - | - | - | - | - | - | - | - |
| -    | - | - | - | - | - | - | - | - |

## Administració
| Període   | Identitat        | Partit |
| --------- | ---------------- | ------ |
| 1959-1983 | Jean Ruyssen     |        |
| 1983-1989 | Suzanne Bourteel |        |
| 1989-2008 | Claude Rahou     |        |
| 2008-     | Carole Delaire   |        |